# Bencombe
Bencombe – wieś w Anglii, w hrabstwie Gloucestershire. Leży 23 km na południe od miasta Gloucester i 152 km na zachód od Londynu.